# 本田仁美
本田 仁美（ほんだ ひとみ、2001年〈平成13年〉10月6日 - ）は、韓国のガールズグループSAY MY NAMEのメンバーで、サブボーカルとリーダーを務めている。女優としての活動も行う。韓国在住。
栃木県出身。iNKODE所属。

## 概要
日本の女性アイドルグループAKB48に2014年に加入し、2024年1月28日にグループから卒業。AKB48選抜総選挙は2014年からの4年間は圏外、2018年に82位となった。
日韓合同オーディション番組『PRODUCE 48』で本田は韓国に拠点を移し、本田はAKB総選挙82位であったにもかかわらず、AKB48選抜総選挙9位の矢吹奈子と、AKB48選抜総選挙3位の宮脇咲良の3人で、韓国のガールズグループIZ*ONEのメンバーとして2018年から2021年まで活動していた。
現在は韓国のガールズグループSAY MY NAMEでリーダーとサブボーカルを務めている。

## 来歴

### 2014年
『AKB48 Team 8 全国一斉オーディション』に栃木県代表として合格。12歳で加入する。
12月5日、栃木県知事が委嘱する「とちぎ未来大使」に就任。

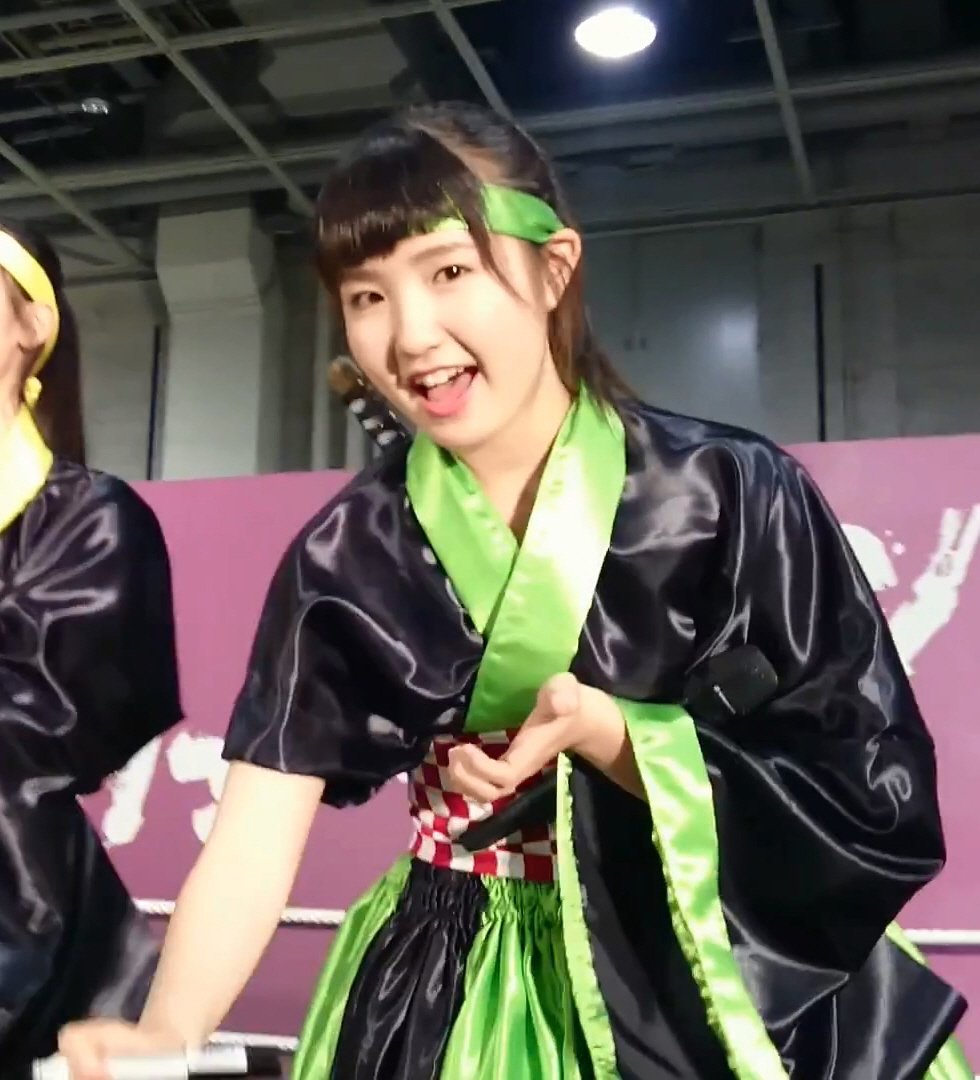
AKB48 大握手会 気まぐれオンステージ『フレッシュッシュ』にて（2017年5月14日）

### 2017年
とちぎテレビのローカルワイド番組『イブニング6Plus』毎週木曜日のコーナー「トヨタレンタリース栃木 Presents AKB48 Team 8 本田仁美の恋とち」で栃木県内の情報を紹介するメインレポーターを担当。2018年4月5日、FM栃木で冠番組『トヨタレンタリース栃木 Presents 本田仁美 ひぃといずおん 〜HITOMI HONDA HEAT IS ON〜』が放送開始。

### 2018年
5月から6月にかけて投票が実施された『AKB48 53rdシングル 世界選抜総選挙』では82位となり、初めてランクインした。
8月31日、日韓合同オーディション番組『PRODUCE 48』のファイナリスト20人のなかで最終順位9位となり、本田はグローバルガールズグループ「IZ*ONE」のメンバー12人のうちの1人に選ばれ、活動期間2年6か月の予定で世界デビューすることが決定。IZ*ONEの活動のため、兼任するチームBの新公演「シアターの女神」の9月8日に行われた初日公演に出演予定であったが、休演することとなった。
11月28日発売のAKB48の54thシングル「NO WAY MAN」で、同グループのシングル表題曲の選抜メンバーに初選出されることが9月24日に発表された。同日、IZ*ONEの活動に専念するため、2021年4月までの2年6か月間、国内グループ活動を休業することも発表した。
10月29日、IZ*ONEのメンバーとしてミニアルバム『COLOR*IZ』でデビューし専任活動を開始した。

### 2021年
4月29日、2年6か月の活動期間が終了し、IZ*ONEの専任活動が終了した。
5月15日、約2年8か月ぶりに自身のTwitterとInstagramの更新を再開した。
5月23日、ぴあアリーナMMで開催されたAKB48チーム8全国ツアー最終公演に登場し、2年半ぶりのAKB48のイベント出演となった。
10月1日、TikTokアカウントを開設。IZ*ONEやaespa、Kep1erなどのK-POPグループ、またIZ*ONEの出身メンバーの最新活動曲のダンスチャレンジ動画を挙げることが多く、高再生回数・高評価となっている。
12月31日、Vernalossomとのマネジメント契約を終了し2022年1月1日に「株式会社DH」に移籍。

### 2022年
2月23日、テレビ東京で放送された『AKB48、最近聞いた?〜一緒になんかやってみませんか?〜』にて、同年5月18日に発売されるAKB48の59thシングル『元カレです』のセンターを務めることが発表された。本田の同グループの表題曲の選抜回数は通算3回目で、初となるセンターに抜擢された。
3月1日、ウテナのヘアケア商品マトメージュの新ブランドミューズに就任したことが発表された。
7月1日、「株式会社DH」からプロダクション尾木と提携するMama&Sonへの所属事務所移籍が発表された。
7月21日、『オクトー 〜感情捜査官 心野朱梨〜』（読売テレビ・日本テレビ系）第3話でテレビドラマ初出演。
10月放送の『北欧こじらせ日記』（テレビ東京）でテレビドラマ初主演。

### 2023年
4月末でのチーム8の活動休止に伴い、5月1日よりチームA専任のメンバーとなった。
7月15日、『最高の教師 1年後、私は生徒に■された』（日本テレビ）でゴールデンプライムタイムの連続ドラマ初出演。
8月30日、AKB48のYouTubeCHANNELにて、AKB48からの卒業を発表した。

### 2024年
1月26日、パシフィコ横浜国立大ホールで『本田仁美卒業コンサート〜夢と希望に満ちた道〜』を開催し、28日のAKB48劇場の卒業公演をもってAKB48を卒業した。
5月1日、4月末でMama&Sonを退所したことを発表した。
8月末、ウテナのヘアケア商品マトメージュの新ブランドミューズブランドのモデル終了を発表。
10月16日、元東方神起・元JYJのジェジュンのプロデュースによる新ガールズグループSAY MY NAMEのメンバー・ヒトミとして、韓国で再デビューした。SAY MY NAMEではリーダーも務める。

## 人物

### ダンス
AKB48に復帰後も全体レッスン後も1人で居残りいつまでも納得いくまで踊る。食事などにも気を使い、真冬でも色落ちを防ぐために髪を水で洗ったり。ダンスでは他のメンバーにも目を光らせ、動きを注意。メンバーからは『本田警察』と呼ばれるほどで、ダンスの一体感を生んだ。
趣味はダンスで、プロバスケットボール Bリーグ東地区チーム「宇都宮ブレックス」のファンであり小学4年生から6年生まで「ブレックス」のチアリーディングチーム「BREXY」のチアスクールで活動していた。また、同じく小学生時代の2012年から2014年には地元栃木県のインターネット放送局、ミヤッコテレビのコドモノジカンに出演をしていた。
PRODUCE48出演時、初回のレベル評価場面は放送上ではカットされていたが、軒並み低評価だった日本人練習生の中でも本田は最初からCクラスに格付けされたため、トレーナー陣の評価も高かったと見える。レベル再評価の課題であったNEKKOYA (PICK ME)をCクラスの練習生内で1番に習得し、韓国語での歌唱もこなしていたのでトレーナー陣から絶賛され、Aクラスへと昇格した。本田もその後、すぐ行われたグループバトル評価では課題曲：ノムノムノム1班に所属したが韓国人練習生でも苦戦していた振り覚えをいち早く達成し、チームメンバーに伝授してチームに貢献した。投票による順位は放送序盤から上位をキープすることになった。ノムノムノムは1班（メンバー選出者 アン・ユジン、チャン・ウォニョン、チェ・イェナ、白間美瑠、ナ・ゴウン）と2班（メンバー選出者 宮脇咲良、イ・チェヨン、キム・ミンジュ、本村碧唯、キム・チョヨン）の6名ずつであったが、レベル評価時点から注目を集めたメンバーによる構成であったため、双方ともアベンジャーズチームと呼ばれた。アベンジャーズチームは、後にIZ*ONEとなるメンバーが各チームに4名ずつ所属していたこともあり、現在もこれらのエピソードはファンによく語られている。また、バラエティ番組の「100回やったら会いましょう!」では、オリジナルダンス対決コーナーでダンス素人枠タイムマシーン3号関（100回分練習済）を相手に達人枠として初見（振付整理15分）で習得して勝利、反響を挙げた（課題曲は呪術廻戦のOPテーマ「廻廻奇譚」、振付：air:man）。
2018年9月6日（5日深夜）放送のラジオ番組『AKB48のオールナイトニッポン』に『PRODUCE 48』に参加した宮脇咲良を含む5人が生出演し、本田のことについても語った。宮脇は今回の企画まであまり交流がなかった本田について、「あんなに可愛いって知らなかったくらい可愛さが爆発していた」、顔は「“お餅ちゃん”ってあだ名がついてすっごい見た目は可愛いのに、ダンスになるとバキバキ踊るっていうのでひぃちゃんの魅力が発見された」と韓国での人気の理由を説明した。

### 交友関係・ロールモデル
本田はIZ*ONEの日本人メンバーの宮脇、矢吹奈子との3人で「サナキ（ハングル表記：샄낰히）」と呼ばれている。2001年生まれの同い年であり、同グループの楽曲ではシンメとしてのパート割り振りが多かった矢吹とのコンビ名称は、「ひぃなこ」。なお、パンが大好物であることからIZ*ONEからはパン、パントミと称されることもあり、サンパン（キム・チェウォンとのコンビ（ケミ）名、ハングル表記：쌈빵）などがある。またIZ*ONEの2001年生まれのメンバー（キム・ミンジュ、矢吹、チョ・ユリ、本田）4名で01ズとして配信や雑誌撮影、コンサートでユニット楽曲披露など、活動することが多かった。AKB48としては10歳年上で3期生の柏木由紀と主力メンバーコンビとして､プライベートでも仲良しである｡
好きなK-POPガールズグループはTWICEで、個人ではTWICEのサナ、BLACKPINKのロゼ (BLACKPINK)を挙げている。I.O.I出身兼現Weki Mekiのユジョン、Cherry Bulletの日本人メンバーでもあるレミ、公園少女のレナと仲が良く、それぞれ韓国滞在時にプライベートで遊んだことがある。PRODUCE48で共に練習生として出演していたRocket Punchのスユンとも仲が良く、22年6月にRocket Punchが日本1stシングルの活動で来日した際、2人で原宿デートしたことをSNSで報告した。
ITZYのメンバーとも面識があり、『ミュージックステーション』にAKB48で出演した際はMステ初出演のITZY、同じくリモートで出演していたTOMORROW X TOGETHERの2組と韓国語を交えて会話をした。韓国ではなく、日本の番組でのIZ*ONE、ITZY、TXTの同世代3組によるレアな交流にSNSを通して国外でもK-POPファンが盛り上がった。

### 好物・趣向品
好きな食べ物はパン、ベーグル、チーズ
好きなキャラクターはミッフィー。パジャマ、スリッパ、靴下、タオル、スマホケース、食器のスポンジ、メイクポーチなどをミッフィーデザインで統一している。本田が言うには「ミッフィーは2種類の顔があるうち、目と目の近い種類が好き」。
好きなアニメはSKET DANCEで、幼少時代からディズニーやジブリ作品をほとんど見たことがなかったため、大のアニメ好きでもある宮脇からは驚かれていた。

### 所有資格
韓国2種普通免許を所有している。IZ*ONEでの活動期間を終え、日本に帰国する前日である2021年4月28日に取得した。日本での使用権利基準に則っていないため、国内での自動車運転資格は有していない。SAY MY NAMEの公式YouTubeチャンネルにて済州島での運転の様子が公開されている。
2021年8月19日、TwitterでTOPIK Ⅱの成績表を公開した。点数は215/300であり5級に該当するが、あと15点で最上級の6級であったためリベンジを誓った。

### 色に関して

#### メンバーカラー
AKB48時のメンバーカラーは無いが、イチゴをキャッチフレーズに入れているためペンライトの指定色を赤と緑にしていたことがある。同じペンライトカラーのメンバーがいたため、2022年7月以降は高級さつまいもをイメージしたオレンジと紫を指定色とした。IZ*ONEでの公式メンバーカラーはピーチ。SAY NY NAMEでの公式メンバーカラーはイエロー。

#### 髪色
本田は、PRODUCE48出演前まではずっと黒髪であったがIZ*ONE活動中は人生初の茶色、金、ピンク、紫などのヘアカラーを経験した。2021年にAKB48に復帰後もIZ*ONE活動期と同じ髪色（主に金髪）であるため、黒髪・茶髪のメンバーがほとんどであるAKB48の中ではトレードマークになっている。
紫の髪色時のみポドミ（朝鮮語での葡萄に由来）という特別な愛称でファンから呼ばれている。
2022年7月2日に放送されたMUSIC DAYにて人生初のオレンジカラーをサプライズ披露した。
2022年10月の主演ドラマ『北欧こじらせ日記』では3年ぶりに黒髪に戻した。
SAY MY NAMEデビュー時にはピンク髪であった。

## 参加楽曲

### PRODUCE 48名義
- NEKKOYA (PICK ME)
- Rollin' Rollin - 韓国のオーディション番組「PRODUCE 48」コンセプト課題オリジナル曲アルバム『30 Girls 6 Concepts』収録。
- We Together - 「PRODUCE 48」デビュー評価オリジナル曲アルバム『PRODUCE 48 - FINAL』収録。
- 夢を見ている間 - アルバム『PRODUCE 48 - FINAL』収録。

## 作詞
- IZ*ONE
  - Really Like You - キム・ミンジュと共同作詞[57]。2ndミニアルバム「HEART*IZ」に収録。
  - With*One - 共同作詞[58]。3rdミニアルバム「Oneiric Diary (幻想日記)」に収録。
  - Merry-Go-Round - 単独作詞[59]。3rdミニアルバム「Oneiric Diary (幻想日記)」に収録。
    - Merry-Go-Round (Japanese Ver.) - 単独作詞。3rdミニアルバム「Oneiric Diary (幻想日記)」に収録。

  - Welcome_Japanese Ver. -  日本語版作詞。日本デジタルショーケース「ONEIRIC DIARY DIGITAL SHOWCASE IN JAPAN」で初披露された未発売楽曲。
  - La Vie en Rose_Japanese Ver. -  日本語版作詞[60]。日本1stアルバム「Twelve」に収録。

- SAY MY NAME
  - Be a Star - 1stEP「Say My Name」に収録[61]。
  - HE TOLD ME - 2ndEP「My Name Is...」に収録[62]。
  - ShaLala (Japanese version) - 日本語版作詞[63]。

- ジェジュン
  - In Chaos - 「Beauty in Chaos」に収録（「HIKAMI」名義）[64]。

## 出演

### テレビ番組
- 5じはんLIVE @home（2016年4月7日 - 2017年3月30日、とちぎテレビ） - 木曜日「AKB48 Team 8 本田仁美の恋とち（恋するとちぎ）」コーナー[65]
- イブニング6Plus（2017年4月6日 - 2019年3月28日、とちぎテレビ） - 木曜日「トヨタレンタリース栃木 Presents AKB48 Team 8 本田仁美の恋とち」コーナー[66][注 1]
- とちテレ年末ワイド（2015年・2017年、とちぎテレビ）- スタジオゲスト
- クイズ!THE違和感（2021年6月28日 - 2022年9月12日、TBS） - 準レギュラー
- ラヴィット!（2021年10月14日 - 、TBS） - 準レギュラー
- 2021 Mnet Japan Fan's Choice Awards（2021年12月28日、Mnet Japan）- MC[68]
- 今日、好きになりました。 〜小夏編〜（2022年6月13日 - 7月11日 (全5回)、ABEMA） - 恋愛見届け人
- 7時間ぶっ通し！チンチャ韓サムDAY（2022年9月10日、BSスカパー!） - アシスタント
- オオカミ少年 年の差ヒットバトル ハマダ歌謡祭（2023年2月10日 - 、TBS） - 準レギュラー解答者（ルーキーチーム）
- 応援-HIGH 〜夢のスタートライン〜（2025年3月8日 - 日本テレビ）- ペースメーカー[69]

### テレビドラマ
- オクトー 〜感情捜査官 心野朱梨〜 第3話（2022年7月21日、読売テレビ） - 雛見すみれ 役[34]
- 北欧こじらせ日記（2022年10月5日 - 26日、テレビ東京） - 主演・大鳥縞子 役[35]
- 最高の教師 1年後、私は生徒に■された（2023年7月15日 - 9月23日、日本テレビ） - 江波美里 役[37][70]
- パティスリーMON（2024年1月11日 - 3月28日、テレビ東京） - 塚原キヨミ 役[71]

### ウェブドラマ
- 最高の生徒 3年後の僕たちは 第3話（2023年8月9日、Tver） - 江波美里 役
- 拝啓、大人になる貴方へ（2023年9月23日・30日、Hulu） - 江波美里 役[72]

### 配信
- MUSINSA TV ドハマり注意報 シーズン2（2025年3月18日 - ）- MC[73]

### ラジオ
- TOCHIGI TOYOTA WEEKEND FREE STYLE「ひぃちゃんのとちぎドライブナビ」（2017年4月29日 - 2018年3月24日、RADIO BERRY FM栃木）[74][75]
- トヨタレンタリース栃木 Presents 本田仁美 ひぃといずおん 〜HITOMI HONDA HEAT IS ON〜（2018年4月5日 - 2019年3月28日、RADIO BERRY FM栃木）[9]
- NEZAS presents IZ*ONE 本田仁美のWorld Get You（2019年4月4日 - 2021年3月、RADIO BERRY FM栃木）[76]
- 柱NIGHT! with AKB48（2022年3月20日 - 2024年1月21日、bayfm） - 月1コーナーレギュラー
- 太田胃散 presents Friday Night Party AKB48久しぶりの忘年会（2022年12月2日 - 30日、TOKYO FM）[77]
- IDOL CHAMP presents POP-K TOP10 Friday（2023年4月7日 - 2024年1月26日、TOKYO FM) - パーソナリティ[78]

### 舞台
- ダンスレボリューション〜ホントのワタシ〜2017（2017年8月23日 - 8月27日、築地ブディストホール） - 主演・山川いろは 役[79][80][81]

### ランウェイ
- Rakuten GirlsAward 2023 AUTUMN/WINTER（2023年9月30日、幕張メッセ）[82]
- CREATEs presents TGC KITAKYUSHU 2023 by TOKYO GIRLS COLLECTION（2023年10月7日、西日本総合展示場新館）[83]
- CREATEs presents TGC KITAKYUSHU 2024 by TOKYO GIRLS COLLECTION（2024年10月12日、西日本総合展示場新館）
- 関西コレクション2025 SPRING&SUMMER（2025年3月2日、大阪ドーム）
- 麻生専門学校グループ presents TGC 熊本 2025 by TOKYO GIRLS COLLECTION（2025年4月12日、グランメッセ熊本）

### イベント
- 秋の交通安全運動オープニングセレモニー（2015年9月20日、栃木県佐野市） - 佐野警察署1日警察署長[84]
- 那須烏山市秋の交通安全運動フェア（2015年9月28日、栃木県那須烏山市） - 那須烏山警察署1日署長[85]
- 交通安全パレード（2017年9月18日、東京都中央区） - 中央警察署1日警察署長[86]
- 第一生命 D.LEAGUE 21-22 ROUND.7（2022年2月13日、東京都東京ガーデンシアター） - GUEST ENTERTAINER JUDGE[87]

### 広告モデル・CM
- トヨタレンタリース栃木「温泉編」「キャンプ編」（2018年4月9日 - ）[88]
- titty&Co.（2020年10月 - ）[89]
- KIRSH（2021年9月）[90]
- BAYS（2021年10月 - ） - アンバサダー[91]
  - NOTONE（2021年10月）[92]
- ウテナ（2022年3月 - ）
  - マトメージュ（2022年3月 - ） - ミューズ[31][32]
- イルソイルソ（2022年10月 - ）[93]
- とうもろこしのひげ茶（2023年4月 - ） - イメージキャラクター[94]

## 書籍・新聞

### フォトブック
- 明日の向こう側（2024年1月25日、宝島社）ISBN 978-4299050304[95]

## 連載
- NHKテレビ ハングルッ！ナビ（2023年4月18日 - 2024年2月18日、NHK出版）「ひぃちゃんの夢をかなえるステップ」

- non-no（集英社、2022年2月11日 - 5月16日 (全26回)）
  - 「#Hii_Dictionary」- 期間限定ウェブ連載、週2回(月、金)更新 [96]